# Yékini

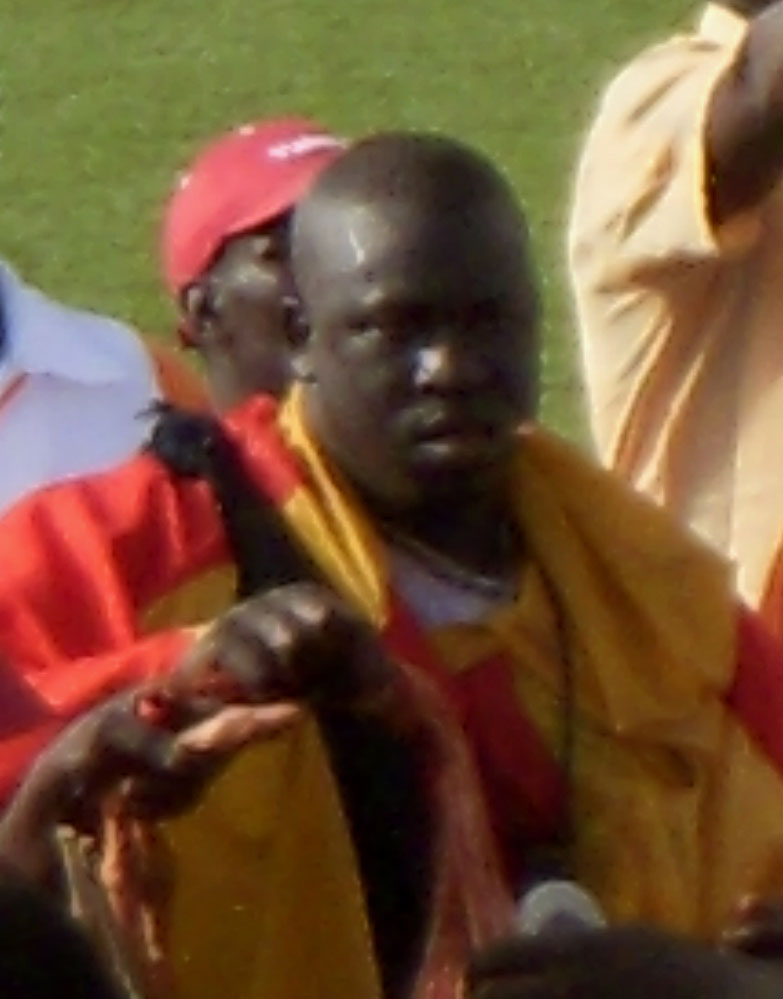
Yékini.

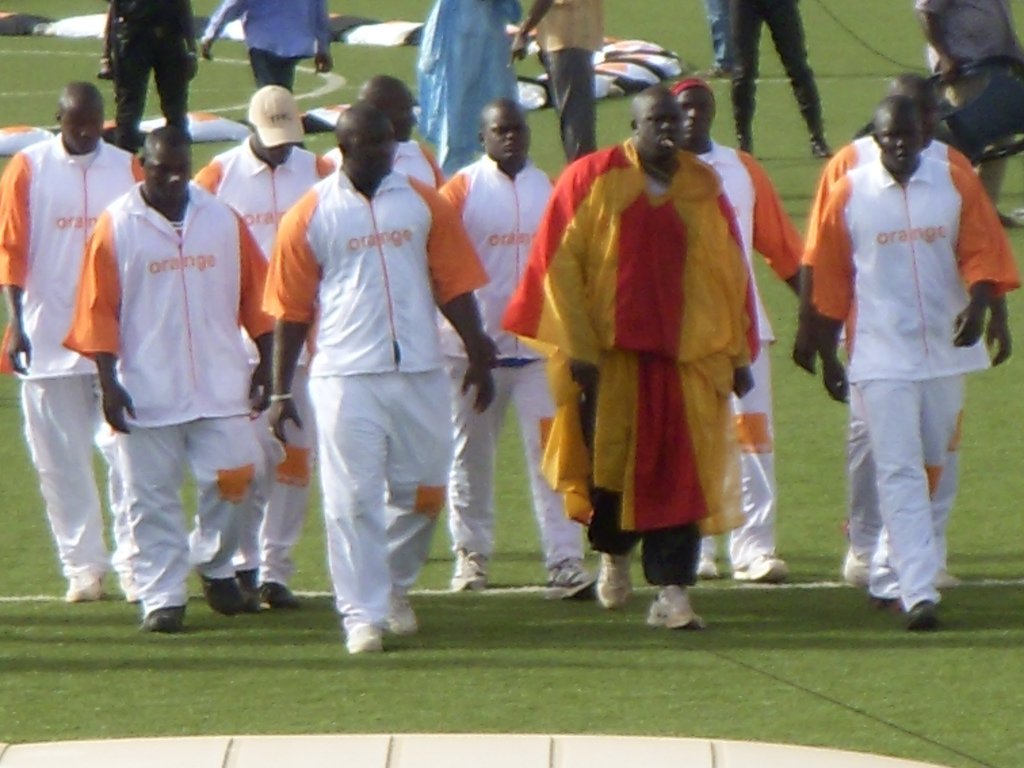
Yékini (en rojo y amarillo) en el estadio Demba Diop de Dakar, Senegal, 10 de junio de 2007.

Yakhya Diop (1974, Bassoul, Senegal), conocido como Yékini, es un campeón de lucha senegalesa, el deporte nacional de Senegal.
Yékini es considerado, junto con Tyson y Bombardier, como uno de los mejores luchadores de la historia de Senegal. Posee un récord de 19 victorias (Kadd-Gui, Pouye n°2, Mor Nguer, Pape Cissé, Baye Fall, Mohamed Ali, Mor Fadam, Bombardier (en tres ocasiones), Lac De Guiers 1, Khadim Ndiaye (en dos ocasiones), Tyson (en dos ocasiones), Balla Bèye n°2 (en tres ocasiones), Gris Bordeaux), 1 empate (Moustapha Guèye) y 1 derrota (Balla Gaye 2).